# Hvataši
Hvataši ili hvatači (Ateles), popularno poznati kao majmuni pauci, rod su majmuna Novog svijeta iz potporodice Atelidae. Kao i većina ostalih atelida, žive u tropskim šumama Središnje i Južne Amerike, od južnog Meksika do Brazila.

## Opis
Duljina tijela iznosi 38-63 centimetara. Teški su 7-9, ali ponekad i 11 kilograma. Dlaka im je kratka i gruba, a boja varira ovisno o vrsti i starosti od rumenkasto zlatne do smeđe i crne; ruke i stopala obično su crni. Lice nema dlaka, te je također najčešće crne boje, ponekad crvenkasto. Tijelo je mršavo, rep je duži od tijela, dužina mu iznosi 50-90 centimetara. Rep im služi za održavanje ravnoteže; umjesto na ruke, oslanja se na njega. Udovi su poprilično dugi, što im pomaže u okretnosti; često skaču s drveta na drvo. Nemaju palca.

## Ponašanje
Dnevne su i arborealne životinje, a spavaju na pažljivo odabranim drvećima. Kreću se brzo i okretno kroz gusto granje na različite načine; dvonožno, četveronožno ili pak koristeći rep kao peti ud. Jutarnje sate provode tražeći sebi hranu, dok ostatak dana odmaraju.
Žive u skupinama sastavljenim od 12 do 35 životinja, koje se često zbog potrage za hranom dijele u dvije do pet podskupina. Oko 90 % njihove prehrane bazira se na plodovima, te mogu duže vrijeme hraniti se jednom ili dvjema istim vrstama ploda. Gutaju cijele plodove, pa ih tako preko vlastitog izmeta rasprostranjuju. U nedostatku željene hrane, jedu kukce, koru i med.